# نصر بن شبث العقيلي
نصر بن شبث العقيلي، هو نصر بن شبث بن أبي بكر بن كعب بن حبيب بن عامر بن خويلد بن الأصم بن عامر بن عقيل العقيلي، ( ؟ - بعد 825)، من بني عقيل. كان يعتز بعروبته ويتعصب لها، وكان أسلافه من الموالين للبيت الأموي. كانت إقامته في ضواحي حلب وتحديداً في بلدة كيسوم التي تقع شمالها. وفي أيامه توفي الخليفة هارون الرشيد، وحدثت الفتنة بين الأمين والمأمون التي انتهت بمقتل الأمين وانتقال السلطة إلى عبد الله «المأمون».

## حياته
لم يرض نصر بن شبث عن سياسة المأمون باعتماده على الفرس فأبى مبايعته، وعلاوة على ذلك خرج عليه وثار في كيسوم وتغلب على ما جاورها من البلاد، وملك سُمَيْساط، واجتمع حوله كثير من الأتباع. فازدادت ثقته بنفسه وكبر طموحه وعبر الفرات إلى الجانب الشرقي سنة 199هـ/ 814م، وقوي أمره في الجزيرة، فحاصر حران، ودخل في خلاف مع العباسيين وقتل بعض رجالاتهم، واتصل به بعض أشياع الطالبيين وفاوضوه أن يبايع بعض آل علي بن أبي طالب؛ لأن ذلك أقوى لأمره، فرفض وعلل ذلك بأنه إذا بايع بعض آل علي ابن أبي طالب فسوف يقول له: «إنه هو الذي خلقه ورزقه» وعندما عرضوا عليه البيعة لأحد الأمويين رفض ذلك وقال: «إن بني أمية أدبر أمرهم والمدبر لايقبل أبداً ولو سلّم عليّ رجل مدبر لأعداني إدباره، وإنما هواي في بني العباس وما حاربتهم إلاّ محاماة عن العرب لأنهم يقدّمون العجم عليهم». واستمر على موقفه المناوئ للخليفة المأمون . ومن الطبيعي ألا يرضى المأمون بذلك وألا يدع نصراً وشأنه واختار لمحاربته عبد الله بن طاهر الذي توجه إلى الرقة سنة 206هـ، وطال أمدّ الحرب بينهما ولكن النتيجة لم تكن لمصلحة نصر فقد استظهر عليه عبد الله وحصره في حصن له وضيق عليه حتى اضطر إلى طلب الأمان وكان المأمون قد أرسل من يتفاوض مع نصر لإنهاء القتال وانتدب لذلك جعفر بن محمد من بني عامر فأتاه في قرية كفر عزون، وأبلغه رسالة المأمون ورغبته في الصلح معه فأذعن، ولكنه أشترط ألا يطأ له بساطاً. فقال المأمون: «لا أجيبه حتى يطأ بساطي وما باله ينفر مني؟» فأجاب جعفر الذي نقل الشرط إلى المأمون «ربما لجرمه»، فقال الخليفة : «أتراه أعظم جرماً من الفضل بن الربيع، ومن عيسى بن أبي خالد؟، فقد أخذ الفضل قوادي وأموالي وجنودي وذهب بذلك إلى أخي وتركني وحيداً وأفسد علي أخي حتى جرى ما جرى. وعيسى طرد خليفتي عن بغداد، وذهب بخراجي وفيئي وأقعد إبراهيم في الخلافة» فقال جعفر: «إن للفضل وعيسى سوابق، وسلفهم من الموالين لبني العباس، أمّا نصر فليس له ماضٍ يشفع له، وسلفه كانوا جنوداً لبني أمية». ثم رجع جعفر فأخبر نصراً برفض المأمون لشرطه.

## وفاته
أخفقت محاولة التفاوض بين المأمون ونصر بن شبث. فاشتد عبد الله في حربه وطال حصاره في كيسوم وضيق عليه الخناق حتى استسلم آخر الأمر، وطلب الأمان فكتب له المأمون كتاب أمان. فسيّره عبد الله إلى بغداد وهدم كيسوم وخربّها ودخل نصر بغداد سنة 210هـ، وانقطعت بعد ذلك أخباره حتى لم تحدد سنة وفاته وإنما تذكر المصادر أنه توفي بعد سنة 825م (210هـ).